# Supercup (Handballturnier) 2005
Der Supercup 2005 war die 14. Austragung des Supercups im Handball der Männer. Das Turnier mit sechs teilnehmenden Nationalmannschaften fand vom 26. Oktober bis 30. Oktober 2005 in Deutschland statt. Das Finale fand in der TUI-Arena in Hannover statt. Sieger wurde zum zweiten Mal nach 1993 Schweden.
Sponsor war die Centrale Marketing-Gesellschaft der deutschen Agrarwirtschaft (CMA), nach deren QS-Prüfsiegel der Pokalwettbewerb QS-Supercup hieß.

## Vorrunde

### Gruppe A
| Pl. | Land        | Sp. | S | U | N | Tore    | Diff. | Punkte |
| --- | ----------- | --- | - | - | - | ------- | ----- | ------ |
| 1.  | Kroatien    | 2   | 2 | 0 | 0 | 071:670 | +4    | 4      |
| 2.  | Russland    | 2   | 1 | 0 | 1 | 069:690 | ±0    | 2      |
| 3.  | Deutschland | 2   | 0 | 0 | 2 | 068:720 | −4    | 0      |

| 26. Oktober 2005 | Kroatien                         | 36:34   | Deutschland                                           | AWD-Dome, Bremen Zuschauer: 8.600 Schiedsrichter: Abrahamsen, Kristiansen |
| 26. Oktober 2005 | meiste Tore: vier Spieler (je 7) | (20:18) | meiste Tore: Christian Zeitz, Florian Kehrmann (je 7) | AWD-Dome, Bremen Zuschauer: 8.600 Schiedsrichter: Abrahamsen, Kristiansen |
| 26. Oktober 2005 | Spielbericht                     |         |                                                       | AWD-Dome, Bremen Zuschauer: 8.600 Schiedsrichter: Abrahamsen, Kristiansen |

| 27. Oktober 2005 | Russland                            | 36:34   | Deutschland                         | Bördelandhalle, Magdeburg Zuschauer: 5.100 Schiedsrichter: Cirligeanu, Bejenaru |
| 27. Oktober 2005 | meiste Tore: Eduard Kokscharow (10) | (18:18) | meiste Tore: Christian Sprenger (8) | Bördelandhalle, Magdeburg Zuschauer: 5.100 Schiedsrichter: Cirligeanu, Bejenaru |
| 27. Oktober 2005 | Spielbericht                        |         |                                     | Bördelandhalle, Magdeburg Zuschauer: 5.100 Schiedsrichter: Cirligeanu, Bejenaru |

| 28. Oktober 2005 | Kroatien                                           | 35:33   | Russland                            | AWD-Dome, Bremen Zuschauer: 2.400 |
| 28. Oktober 2005 | meiste Tore: Goran Šprem, Blaženko Lacković (je 7) | (19:14) | meiste Tore: Eduard Kokscharow (13) | AWD-Dome, Bremen Zuschauer: 2.400 |
| 28. Oktober 2005 | Spielbericht                                       |         |                                     | AWD-Dome, Bremen Zuschauer: 2.400 |

### Gruppe B
| Pl. | Land       | Sp. | S | U | N | Tore    | Diff. | Punkte |
| --- | ---------- | --- | - | - | - | ------- | ----- | ------ |
| 1.  | Schweden   | 2   | 1 | 1 | 0 | 056:480 | +8    | 3      |
| 2.  | Frankreich | 2   | 1 | 1 | 0 | 052:500 | +2    | 3      |
| 3.  | Spanien    | 2   | 0 | 0 | 2 | 050:600 | −10   | 0      |

| 26. Oktober 2005 | Frankreich                       | 28:26   | Spanien                        | AWD-Dome, Bremen Zuschauer: 8.500 Schiedsrichter: Cirligeanu, Bejenaru |
| 26. Oktober 2005 | meiste Tore: Olivier Girault (6) | (10:14) | meiste Tore: Rolando Uríos (6) | AWD-Dome, Bremen Zuschauer: 8.500 Schiedsrichter: Cirligeanu, Bejenaru |
| 26. Oktober 2005 | Spielbericht                     |         |                                | AWD-Dome, Bremen Zuschauer: 8.500 Schiedsrichter: Cirligeanu, Bejenaru |

| 27. Oktober 2005 | Schweden                        | 22:21   | Spanien                        | Bördelandhalle, Magdeburg Zuschauer: 4.500 Schiedsrichter: Geipel, Helbig |
| 27. Oktober 2005 | meiste Tore: Stefan Lövgren (8) | (18:12) | meiste Tore: Juanín García (6) | Bördelandhalle, Magdeburg Zuschauer: 4.500 Schiedsrichter: Geipel, Helbig |
| 27. Oktober 2005 | Spielbericht                    |         |                                | Bördelandhalle, Magdeburg Zuschauer: 4.500 Schiedsrichter: Geipel, Helbig |

| 28. Oktober 2005 | Schweden                       | 24:24  | Frankreich                                             | AWD-Dome, Bremen Zuschauer: 2.400 Schiedsrichter: Abrahamsen, Kristiansen |
| 28. Oktober 2005 | meiste Tore: Kim Andersson (4) | (9:12) | meiste Tore: Cédric Sorhaindo, Christophe Kempé (je 4) | AWD-Dome, Bremen Zuschauer: 2.400 Schiedsrichter: Abrahamsen, Kristiansen |
| 28. Oktober 2005 | Spielbericht                   |        |                                                        | AWD-Dome, Bremen Zuschauer: 2.400 Schiedsrichter: Abrahamsen, Kristiansen |

## Halbfinale
| 29. Oktober 2005 | Frankreich                       | 33:26   | Kroatien                        | Gerry-Weber-Stadion, Halle (Westf.) Zuschauer: 8.700 |
| 29. Oktober 2005 | meiste Tore: Guillaume Gille (7) | (15:13) | meiste Tore: Petar Metličić (8) | Gerry-Weber-Stadion, Halle (Westf.) Zuschauer: 8.700 |
| 29. Oktober 2005 | Spielbericht                     |         |                                 | Gerry-Weber-Stadion, Halle (Westf.) Zuschauer: 8.700 |

| 29. Oktober 2005 | Schweden                       | 30:27   | Russland                       | Gerry-Weber-Stadion, Halle (Westf.) Zuschauer: 8.700 Schiedsrichter: Lemme, Ullrich |
| 29. Oktober 2005 | meiste Tore: Kim Andersson (9) | (15:13) | meiste Tore: Juri Jegorow (12) | Gerry-Weber-Stadion, Halle (Westf.) Zuschauer: 8.700 Schiedsrichter: Lemme, Ullrich |
| 29. Oktober 2005 | Spielbericht                   |         |                                | Gerry-Weber-Stadion, Halle (Westf.) Zuschauer: 8.700 Schiedsrichter: Lemme, Ullrich |

## Finalspiele

### Spiel um Platz 5
| 29. Oktober 2005 | Spanien                       | 28:27   | Deutschland                       | Gerry-Weber-Stadion, Halle (Westf.) Zuschauer: 8.700 Schiedsrichter: Abrahamsen, Kristiansen |
| 29. Oktober 2005 | meiste Tore: Albert Rocas (7) | (16:16) | meiste Tore: Andrej Klimovets (8) | Gerry-Weber-Stadion, Halle (Westf.) Zuschauer: 8.700 Schiedsrichter: Abrahamsen, Kristiansen |
| 29. Oktober 2005 | Spielbericht                  |         |                                   | Gerry-Weber-Stadion, Halle (Westf.) Zuschauer: 8.700 Schiedsrichter: Abrahamsen, Kristiansen |

### Spiel um Platz 3
| 30. Oktober 2005 | Russland                            | 35:33   | Kroatien                           | TUI-Arena, Hannover Zuschauer: 4.000 |
| 30. Oktober 2005 | meiste Tore: Eduard Kokscharow (11) | (15:19) | meiste Tore: Blaženko Lacković (8) | TUI-Arena, Hannover Zuschauer: 4.000 |
| 30. Oktober 2005 | Spielbericht                        |         |                                    | TUI-Arena, Hannover Zuschauer: 4.000 |

### Finale
| 30. Oktober 2005 | Schweden                       | 29:22   | Frankreich                         | TUI-Arena, Hannover Zuschauer: 4.000 Schiedsrichter: Geipel, Helbig |
| 30. Oktober 2005 | meiste Tore: Jonas Larholm (6) | (15:10) | meiste Tore: Sébastien Bosquet (7) | TUI-Arena, Hannover Zuschauer: 4.000 Schiedsrichter: Geipel, Helbig |
| 30. Oktober 2005 | Spielbericht                   |         |                                    | TUI-Arena, Hannover Zuschauer: 4.000 Schiedsrichter: Geipel, Helbig |

## Abschlussplatzierungen
| Platz | Nation      | Spieler | Trainer            |
| ----- | ----------- | --- | ------------------ |
| 1.    | Schweden    | Tomas Svensson, Peter Gentzel, Per Sandström, Martin Boquist, Pelle Linders, Henrik Lundström, Kim Andersson, Magnus Jernemyr, Mathias Franzén, Jan Lennartsson, Stefan Lövgren, Fredrik Lindahl, Dalibor Doder, Marcus Ahlm, Joacim Ernstsson, Jonas Larholm, Ljubomir Vranjes                      | Ingemar Linnéll    |
| 2.    | Frankreich  | Yohann Ploquin, Thierry Omeyer, Daouda Karaboué, Cédric Sorhaindo, Sébastien Bosquet, Guillaume Gille, Daniel Narcisse, Olivier Girault, Christophe Kempé, Franck Junillon, Sébastien Mongin, Luc Abalo, Michaël Guigou, Frédéric Dole, Didier Dinart, Nikola Karabatić                              | Claude Onesta      |
| 3.    | Russland    | Oleg Grams, Alexei Kostygow, Wassili Filippow, Wiktor Engowatow, Juri Jegorow, Denis Kriwoschlykow, Artem Gritsenko, Alexander Tschernoiwanow, Alexei Rastworzew, Alexei Kamanin, Alexei Peskow, Michail Tschipurin, Eduard Kokscharow, Jewgeni Sisych, Witali Iwanow, Jegor Jewdokimow, Oleg Frolow | Wladimir Maximow   |
| 4.    | Kroatien    | Nikola Blažičko, Venio Losert, Vlado Šola, Blaženko Lacković, Davor Dominiković, Ivano Balić, Slavko Goluža, Denis Špoljarić, Petar Metličić, Denis Buntić, Goran Šprem, Ivan Pongračić, Mirza Džomba, Vedran Zrnić, Igor Vori, Renato Sulić                                                         | Lino Červar        |
| 5.    | Spanien     | David Barrufet, José Javier Hombrados, Julio Fis, Rolando Uríos, Albert Rocas, Raúl Entrerríos, Rubén Garabaya, Ion Belaustegui, Demetrio Lozano, Roberto García Parrondo, Juancho Pérez, David Davis, Juanín García, Iker Romero, Mariano Ortega, Chema Rodríguez                                   | Juan Carlos Pastor |
| 6.    | Deutschland | Henning Fritz, Carsten Lichtlein, Johannes Bitter, Pascal Hens, Frank von Behren, Oliver Roggisch, Dominik Klein, Volker Michel, Jens Tiedtke, Michael Hegemann, Oliver Köhrmann, Christian Zeitz, Yves Grafenhorst, Andrej Klimovets, Florian Kehrmann, Christian Sprenger                          | Heiner Brand       |